# Torapia
Torapia és una pel·lícula espanyola de 2004, dirigida per Karra Elejalde. Ha estat doblada al català.

## Argument
Un carterista d'estar per casa anomenat Basilio, aconsegueix fer-se un dia amb un espectacular i luxós collaret de diamants, però els seus coneixements li fan creure que és una basta imitació, I així l'hi regala a la primera persona amb la qual es troba. Finalment el diamant acaba a les mans d'una discapacitada mental, just quan Basilio s'adona que el collaret realment és original i té un gran valor.
En la seva intenció per recuperar el collaret, el "lladregot" decideix endinsar-se en el centre on es troba internada la noia a la qual anteriorment va regalar la joia que creia falsa. Durant la seva cerca, haurà d'utilitzar tots els seus coneixements com a carterista per evitar tots els impediments que se li van creuant pel camí, des de l'ambiciós doctor Hipòlit a una fotofòbica anomenada Amanda, passant per Rufino, un home amb aires de torero, entre molts d'altres que faran que el pobre Basilio acabi tornant-se boig de debò.
En un últim intent per aconseguir el seu objectiu, el nostre carterista haurà de sotmetre's a una nova teràpia experimental que intenta connectar a l'home amb la bèstia que portem en el nostre interior; aquesta teràpia és batejada com TORAPIA.

## Repartiment
- Karra Elejalde: Basilio
- Juan Diego: Rufino
- Gloria Muñoz: Paca
- Sílvia Bel: Amanda
- Eduardo Antuña: Edelmiro
- Pepín Tre: Beto
- Paco Obregón: Antonio
- Xavier Capdet: mono
- Carlos Zabala: Cosme
- Javier Gurruchaga: Dr. Hipólito
- Pepo Oliva: Tomás.
- Jorge Sanz: policia
- Gorka Aguinagalde: Sergent Pelayo
- Amparo Alcoba: hostessa
- Isabel Ayúcar: secretaria del ministre
- José Colomina: psicótic
- Mila Espiga: Begoña
- Pere Eugeni Font: celador

## Nominacions
- Goya als millors efectes especials

## Crítica
"La principal virtut d'aquest tipus de pel·lícules és la seva vocació irreverent que dispara sense contemplacions contra tot tipus de tòpics i situacions quotidianes (...) reconeixent la voluntat libertaria i transgressora de la pel·lícula, no estaria de més una mica d'equilibri entre gags i pols narratiu."